# Franz Dosedzal
Franz Dosedzal (* 7. April 1913 in Dahlhausen; † nach 1949) war ein deutscher Fußballspieler.

## Karriere
Dosedzal gehörte dem FSV Frankfurt als Stürmer an, für den er die Saison 1938/39 in der Gauliga Südwest, in einer von zunächst 16, später auf 23 aufgestockten Gauligen zur Zeit des Nationalsozialismus als einheitlich höchste Spielklasse im Deutschen Reich, von 1939 bis 1941 in der Staffel Mainhessen, von 1941 bis 1944 in der Gauliga Hessen-Nassau und zuletzt in der Staffel 3 – Frankfurt in der KSG FSV/Eintracht Frankfurt, Punktspiele bestritt. Seine Premierensaison schloss er mit der Mannschaft – drei Punkte hinter Wormatia Worms – als Zweitplatzierter ab, wie auch die Saison 1942/43.
Während seiner Vereinszugehörigkeit nahm er 1938 und 1939 am Wettbewerb um den Tschammerpokal, dem seit 1935 eingeführten Pokalwettbewerb für Vereinsmannschaften, teil. Sein Debüt gab er am 28. August 1938 beim 1:0-Erstrunden-Sieg beim CSC 03 Kassel. Sein erstes von fünf Toren erzielte er am 11. September beim 3:1-Zweitrunden-Sieg über den BC Hartha, mit dem Treffer zum 1:0 in der 38. Minute. Nach vier weiteren Spielen erreichte er mit seiner Mannschaft das erst am 8. Januar 1939 im Berliner Olympiastadion vorgesehene Finale gegen den SK Rapid Wien. Trotz der in der 17. Minute durch ihn erzielten Frankfurter Führung, ging das Spiel vor 40.000 Zuschauern in der berühmten Rapid-Viertelstunde innerhalb von zehn Minuten durch Tore von Georg Schors (80.), Johann Hofstätter (85.) und Franz Binder (90.) mit 1:3 verloren.
Seine letzten beiden Spiele in diesen Wettbewerb bestritt er am 20. August 1939 beim 5:3-Erstrunden-Sieg über den Mülheimer SV 06 – zu dem er mit zwei Toren beitrug – und am 3. Dezember bei der 0:4-Zweitrunden-Niederlage bei Fortuna Düsseldorf.
Nach dem Ende des Zweiten Weltkriegs absolvierte er noch zwei Spielzeiten in der Oberliga Süd, eine von zunächst drei, später fünf Staffeln als höchste deutsche Spielklasse, die am 4. November 1945 ihren Spielbetrieb aufnahm. Als Drittplatzierter der Saison 1946/47 erzielte er mit der Mannschaft sein bestes Ergebnis.
Die Saison 1947/48 spielte er für den VfL Germania 1894 und anschließend, 1948/49, für Eintracht Frankfurt erneut in der Oberliga Süd.

## Erfolge
- Tschammerpokal-Finalist 1938